# Sókratés Scholastikos
Sókratés Scholastikos (řecky Σωκράτης Σχολαστικός, latinsky Socrates Scholasticus, někdy též Sókratés z Konstantinopole; přibližně v letech 380-440) byl pozdně antický řecky píšící křesťanský právník a kronikář, současník Sozomenův a Zósimův.

## Církevní dějiny
Kolem roku 440 sepsal řecky církevní dějiny o sedmi knihách, které navazují na předchozí církevní dějiny Eusebia z Kaisareie a pokrývají období let 305-439. Charakteristickým znakem jeho stylu je úsilí o objektivitu: ač se sám označuje za člena církve, píše nezaujatě i o ariánech a pohanech. Jeho dílo je hlavním pramenem znalostí o filosofce Hypatii nebo o vypálení Serapeia v Alexandrii kolem roku 391.